# Scopula usticinctaria
Scopula usticinctaria är en fjärilsart som beskrevs av Walker 1861. Scopula usticinctaria ingår i släktet Scopula och familjen mätare. Inga underarter finns listade.